# Sinh học hệ thống

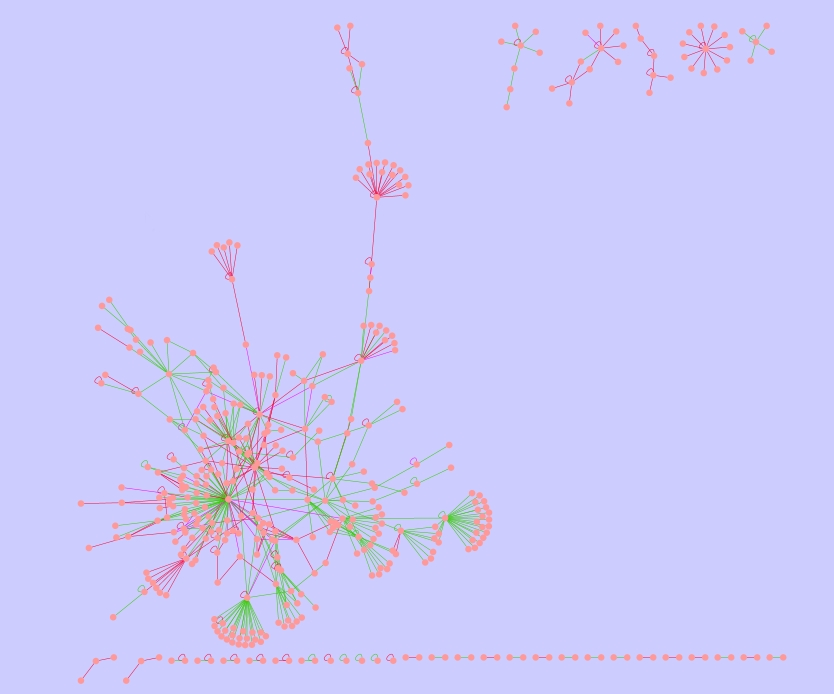
Hệ thống vi khuẩn E.Coli

Sinh học hệ thống là một lĩnh vực nghiên cứu sinh học khá mới mẻ tập trung vào việc nghiên cứu một cách có hệ thống các tương tác phức tạp trong các hệ thống sinh học. Từ năm 2000 trở lại, thuật ngữ này được dùng nhiều trong khoa học sinh học, và trong các ngữ cảnh khác.

## Tổng quan
Sinh học hệ thống có thể được nhìn nhận dưới nhiều góc độ khác nhau:
- Một số cho rằng sinh học hệ thống là một lĩnh vực nghiên cứu, cụ thể tập trung vào tìm hiểu các tương tác của các thành phần của các hệ thống sinh học, và những sự tương tác này sẽ đưa đến chức năng cũng như hành vi như thế nào của hệ thống đó (ví dụ, enzyme và sự trao đổi chất trong một quá trình trao đổi chất)[1][2].
- Một số lại xem sinh học hệ thống là các giao thức để thực hiện nghiên cứu (operational protocols used for performing research), hay gọi là một chu trình bao tạo bởi các lý thuyết, mô hình tình toán để đưa ra các giải thuyết có thể kiểm chứng được về một hệ thống sinh học, kiểm chứng thực nghiệm, và dùng các mô tả định lượng mới thu thập được về các tế bào hay quá trình tế bào để chỉnh sửa mô hình tính toán hay lý thuyết[3][4]. Vì mục tiêu là tạo ra mô hình của các hệ thống, các kĩ thuật thực nghiệm mà phù hợp nhất với sinh học hệ thống là những cái được dùng khắp trên thể giới và cố gắng càng hoàn thiện càng tốt. Vì thế, transcriptomics, metabolomics, proteomics và các kĩ thuật có đầu ra lớn (high-throughput technique) đang được dùng để thu thập dữ liệu định lượng để xây dựng và kiểm chứng các mô hình.
- Cuối cùng, một số lại xem sinh học hệ thống là hiện tượng khoa học xã hội (socioscientific phenomenon) được định ra bởi chiến lược theo đuổi sự tích hợp các dữ liệu phức tạp về mối tương tác trong các hệ thống sinh học từ nhiều nguồn thực nghiệm đa dạng bằng cách sử dụng các công cụ đa ngành.

Sự đa dạng về quan điệm này cho thấy sinh học hệ thống là một mảng liên quan đến nhiều ngành hơn là một lĩnh vực đơn lẻ.

## Lịch sử
Sinh học hệ thống xuất phát từ:
- mô hình định lượng các động học enzyme (enzyme kinetics), một lĩnh vực nở rộ vào giai đoạn giữa 1900 và 1970,
- mô phỏng được phát triển từ nghiên cứu bệnh học thần kinh (neurophysiology), và
- lý thuyết điều khiển, và điều khiển học (cybernetics).

Một trong những nhà lý thuyết học được xem là người đi đầu của sinh học hệ thống là Ludwig von Bertalanffy với lý thuyết các hệ thống chung (general systems theory). Một trong những mô phỏng đầu tiên trong sinh học được xuất bản năm 1952 bởi các nhà bệnh học thần kinh của Anh và là những nhà đoạt giải Nobel là Alan Lloyd Hodgkin và Andrew Fielding Huxley, người đã xây dựng nên mô hình toán để giải thích việc lan truyền dọc theo trục thần kinh (axon) của một tế bào thần kinh . Mô hình của họ đã giải thích một chức năng tế bào xuất phát từ sự tương tác giữa hai thành phần phân tử khác nhau, một kênh kali (potassium) và natri (sodium), và từ đó được xem là sự khởi đầu của sinh học hệ thống tính toán . Vào năm 1960, Denis Noble đã phát triển mô hình máy tính đầu tiên cho máy điều hòa nhịp tim (heart pacemacker) .
Vào thập niên 1960 và 1970 đã chứng kiến sự phát triển của nhiều hướng tiếp cận để nghiên cứu các hệ thống phân tử phức tạp, như Metabolic Control Analysis và biochemical systems theory. Sự thành công của sinh học phân tử trong suốt thập niên 1980, đã được xem là sự hướng đến sinh học lý thuyết, đã hứa hẹn nhiều hơn những gì đạt được.
Tuy nhiên, sự ra đời của functional genomics vào thập niên 1990 đã cho phép thu thập một lượng lớn dữ liệu chất lượng cao, trong khi sức mạnh máy tính thì bùng nổ, giúp cho việc mô hình thực tiễn trở thành hiện thực. Vào năm 1997, nhóm của Masaru Tomita đã xuất bản một mô hình định lượng đầu tiên về sự trao đổi chất của toàn bộ tế bào (giả thuyết).
Vào khoảng năm 2000, khi Viện Sinh học Hệ thống (Institutes of Systems Biology) được thành lập ở Seattle và Tokyo, sinh học hệ thống phát triển mạnh và nhờ vào sự hoàn thành các dự án bản đồ gene khá nhau, và sự ra đời của lượng lớn dữ liệu từ họ omics (ví dụ: genomics và proteomics) và sự phát triển của các kĩ thuật thực nhiệm tốc độ cao và tinh sinh học. Từ đó, nhiều viện nghiên cứu chuyên về sinh học hệ thống đã được thiết lập. Vào mùa hè năm 2006, vì sự thiếu hụt về nhân lực trong sinh học hệ thống  nhiều trung tâm đào tạo tiến sĩ về sinh học hệ thống đã được thiết lập trên khắp thế giới.
Những chuyên gia hàng đầu hiện nay là: Leroy Hood, Trey Ideker, Douglas Lauffenburger, Jim Collins, George Church, Marc Vidal, Laszlo Barabasi, Bernhard Palsson, Uri Alon, Andrea Califano, và Gustavo Solovitsky.

### Sách
- H Kitano (editor). Foundations of Systems Biology. MIT Press: 2001. ISBN 0-262-11266-3
- CP Fall, E Marland, J Wagner and JJ Tyson (Editors). "Computational Cell Biology." Springer Verlag: 2002 ISBN 0-387-95369-8
- G Bock and JA Goode (eds).In Silico" Simulation of Biological Processes, Novartis Foundation Symposium 247. John Wiley & Sons: 2002. ISBN 0-470-84480-9
- E Klipp, R Herwig, A Kowald, C Wierling, and H Lehrach. Systems Biology in Practice. Wiley-VCH: 2005. ISBN 3-527-31078-9
- L. Alberghina and H. Westerhoff (Editors) – Systems Biology: Definitions and Perspectives, Topics in Current Genetics 13, Springer Verlag (2005), ISBN 13: 978-3540229681
- A Kriete, R Eils. Computational Systems Biology., Elsevier - Academic Press: 2005. ISBN 0-12-088786-X
- K. Sneppen and G. Zocchi, (2005) Physics in Molecular Biology, Cambridge University Press, ISBN 0-521-84419-3
- D. Noble, The Music of life. Biology beyond the genome Oxford University Press 2006. ISBN 0199295735, ISBN 978-0199295739
- Z. Szallasi, J. Stelling, and V.Periwal (eds.) System Modeling in Cellular Biology: From Concepts to Nuts and Bolts (Hardcover), MIT Press: 2006, ISBN 0-262-19548-8
- B Palsson, Systems Biology - Properties of Reconstructed Networks. Cambridge University Press: 2006. Lưu trữ ngày 9 tháng 8 năm 2007 tại Wayback Machine ISBN 978-0-521-85903-5
- K Kaneko. Life: An Introduction to Complex Systems Biology. Springer: 2006. ISBN 3-540-32666-9
- U Alon. An Introduction to Systems Biology: Design Principles of Biological Circuits. CRC Press: 2006. ISBN 1-58488-642-0 - emphasis on Network Biology (For a comparative review of Alon, Kaneko and Palsson see[9])

### Các bài báo
- M. Tomita, Hashimoto K, Takahashi K, Shimizu T, Matsuzaki Y, Miyoshi F, Saito K, Tanida S, Yugi K, Venter JC, Hutchison CA. E-CELL: Software Environment for Whole Cell Simulation. Genome Inform Ser Workshop Genome Inform. 1997;8:147-155.
- ScienceMag.org - Special Issue: Systems Biology, Science, Vol 295, No 5560, ngày 1 tháng 3 năm 2002
- Marc Vidal and Eileen E. M. Furlong. Nature Reviews Genetics 2004 From OMICS to systems biology
- Marc Facciotti, Richard Bonneau, Leroy Hood and Nitin Baliga. Current Genomics 2004 Systems Biology Experimental Design - Considerations for Building Predictive Gene Regulatory Network Models for Prokaryotic Systems
- Katia Basso, Adam A Margolin, Gustavo Stolovitzky, Ulf Klein, Riccardo Dalla-Favera, Andrea Califano, (2005) "Reverse engineering of regulatory networks in human B cells". Nat Genet;37(4):382-90
- Mario Jardon Systems Biology: An Overview - a review from the Science Creative Quarterly, 2005
- Johnjoe McFadden, Guardian.co.uk - 'The unselfish gene: The new biology is reasserting the primacy of the whole organism - the individual - over the behaviour of isolated genes', The Guardian (ngày 6 tháng 5 năm 2005)
- Pharoah, M.C. (online). Looking to systems theory for a reductive explanation of phenomenal experience and evolutionary foundations for higher order thought Lưu trữ ngày 25 tháng 10 năm 2008 tại Wayback Machine Retrieved Jan, 15 2008.
- WTEC Panel Report on International Research and Development in Systems Biology (2005)
- E. Werner, "The Future and Limits of Systems Biology", Science STKE 2005, pe16 (2005).
- Francis J. Doyle and Jörg Stelling, "Systems interface biology"[liên kết hỏng] J. R. Soc. Interface Vol 3, No 10 2006
- Kahlem, P. and Birney E. (2006). "Dry work in a wet world: computation in systems biology." Mol Syst Biol 2: 40.
- E. Werner, "All systems go", "Nature" vol 446, pp 493–494, ngày 29 tháng 3 năm 2007. (Review of three books (Alon, Kaneko, and Palsson) on systems biology.)
- Santiago Schnell, Ramon Grima, Philip K. Maini, "Multiscale Modeling in Biology" Lưu trữ ngày 25 tháng 4 năm 2011 tại Wayback Machine, American Scientist, Vol 95, pages 134-142, March-April 2007.
- TS Gardner, D di Bernardo, D Lorenz and JJ Collins. "Inferring genetic networks and identifying compound of action via expression profiling." Lưu trữ ngày 26 tháng 4 năm 2010 tại Wayback Machine Science 301: 102-105 (2003).